# HP-67/-97

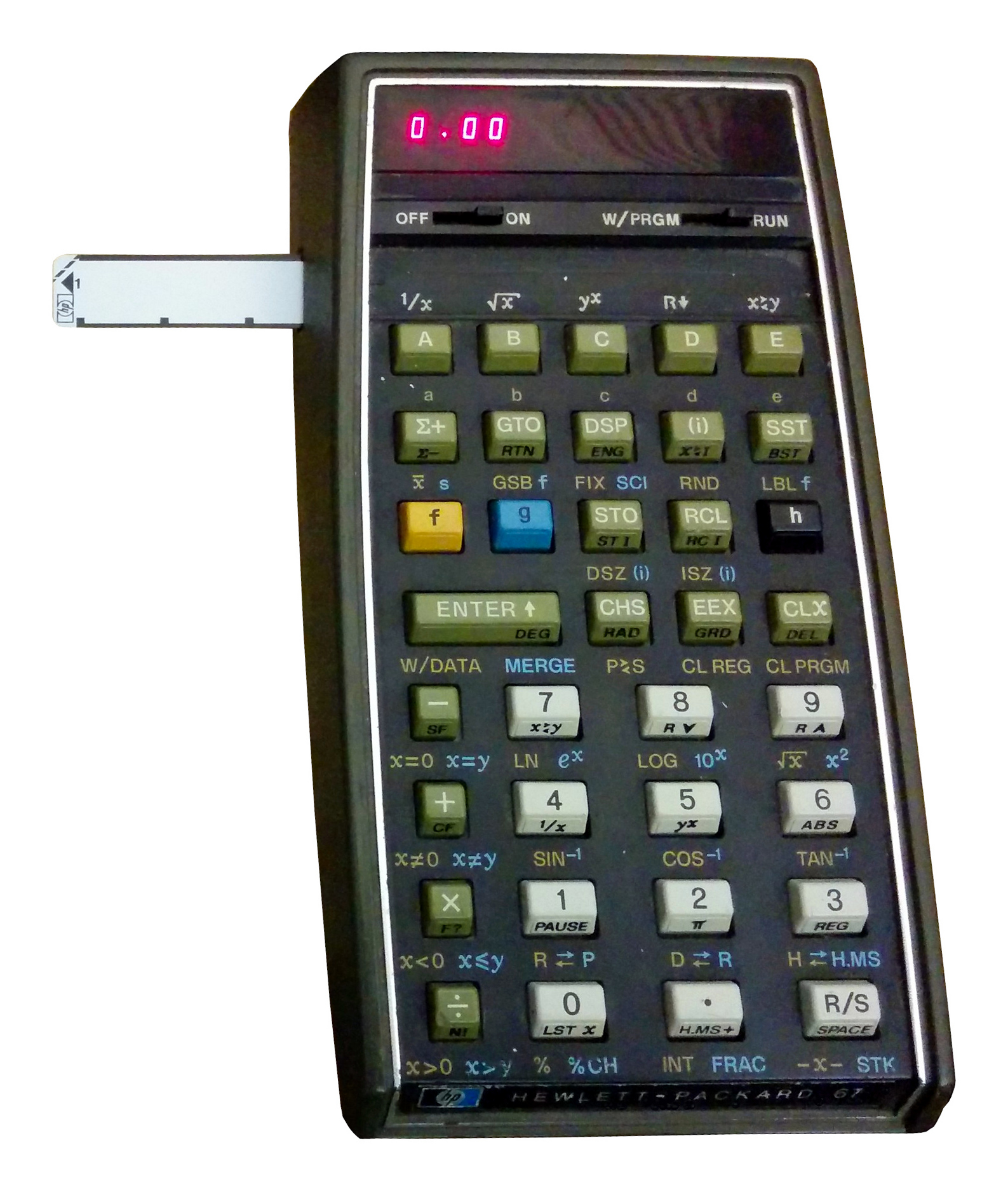
Calculadora HP-67.

La HP-67 es una calculadora portátil programable con tarjeta magnética, introducida por Hewlett-Packard en 1976 a un precio de venta recomendado de 450 dólares.  Se vendió también una versión de escritorio con impresora térmica integrada como HP-97 a un precio de 750 dólares.
Comercializadas como sucesoras mejoradas del HP-65, los HP-67/97 se basaban en la tecnología de la "serie 20" de calculadoras ( HP-25, HP-19C, etc.) presentada un año antes. Ambos modelos son funcionalmente equivalentes y pueden intercambiar los programas mediante tarjetas magnéticas.

## Características

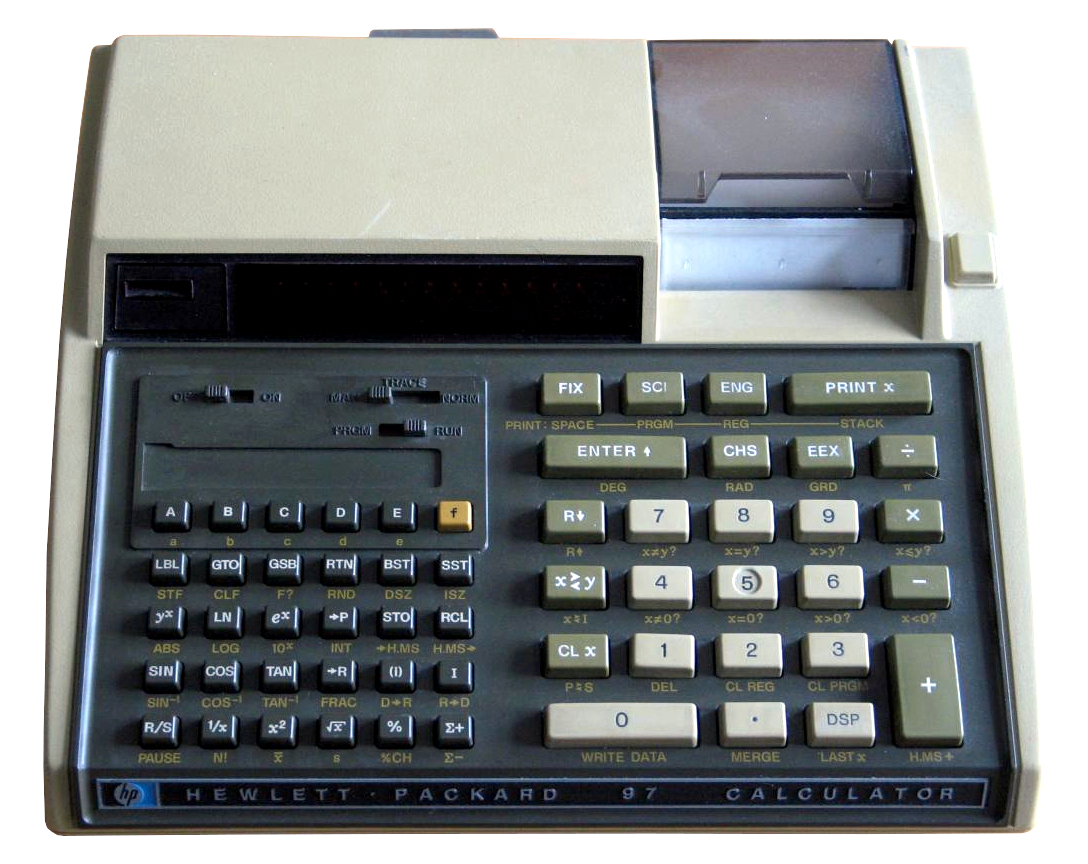
Calculadora HP-97.

La HP 67/97 ofrece un conjunto completo de operaciones científicas, estadísticas y de ingeniería, incluyendo funciones trigonométricas, logarítmicas y exponenciales, conversiones de coordenadas, media/desviación estándar, etc.        
La serie HP-67/97 contaba con una memoria de programa de 224 palabras de ocho bits. Los dos bits adicionales por palabra en comparación con los seis del HP-65 permitieron a los diseñadores almacenar cualquier instrucción del programa en una sola celda de memoria ("códigos de teclas completamente combinados"), incluso si requería varias pulsaciones de tecla por cada entrada. Los programas podían incluir 20 etiquetas, subrutinas (3 niveles de profundidad), cuatro registros de "flags", 8 funciones de comparación y funciones de control de índice y bucle ampliadas.     
Con 15 dígitos, la pantalla era más amplia que la de los modelos predecesores, aunque el punto decimal se mostraba en su posición de dígitos. Las teclas de la HP-67 llevan hasta cuatro funciones cada una, a las que se accede mediante las teclas de prefijo "f", "g" y "h" (etiquetas doradas, azules y negras, respectivamente). El modelo 97 tenía más teclas (y más grandes), por tanto sólo se asignaron dos funciones a cada tecla. Al intercambiar tarjetas magnéticas entre el HP-67 y el HP-97, el firmware de las calculadoras se encargaba de convertir los códigos de tecla y emulaba las funciones de impresión de la 97 en la pantalla de la 67.
El modelo HP-67 funciona con un paquete de tres baterías recargables de níquel-cadmio de tamaño AA. Debido a los requisitos de alimentación de la impresora térmica integrada, la HP-97 utiliza una batería mayor y un cargador más potente.

## Memoria y programación
De la memoria de datos de 26 registros, se podía acceder directamente a los diez primeros ("registros primarios"), a diez más como conjunto de registros alternativos ya los seis restantes mediante las claves definidas por el usuario AE y como registro de índice. Utilizando este último, un programa podía acceder a los 26 registros como una única matriz indexada. La memoria de datos no es permanente como en modelos posteriores, es decir, el contenido del registro y el programa se pierden cuando se apaga. El conjunto de registros alternativos también fue utilizado por funciones estadísticas.
El lector/grabador de tarjetas magnéticas integrado podía utilizarse para guardar programas y datos, con la posibilidad de combinar datos de varias tarjetas. Más tarde se utilizó el mismo formato de tarjeta magnética para la HP-41C que ofrecía compatibilidad con la 67/97 a través del firmware del lector de tarjetas. HP ofreció una biblioteca de programas suministrados en paquetes de tarjetas magnéticas pregrabadas para muchas aplicaciones tales como topografía, medicina, así como ingeniería civil y eléctrica. Las tarjetas se podían proteger de escritura cortando una esquina designada para ello.

Aparte del firmware y el soporte de HP, una comunidad de usuarios activa dio soporte al HP-67/97 así como a los otros programables de HP de la época. El grupo se llamó PPC y editó el PPC Journal. Una de las contribuciones notables del grupo fue el desarrollo de una "Blackbox" que permitía visualizaciones pseudo-alfanuméricas.

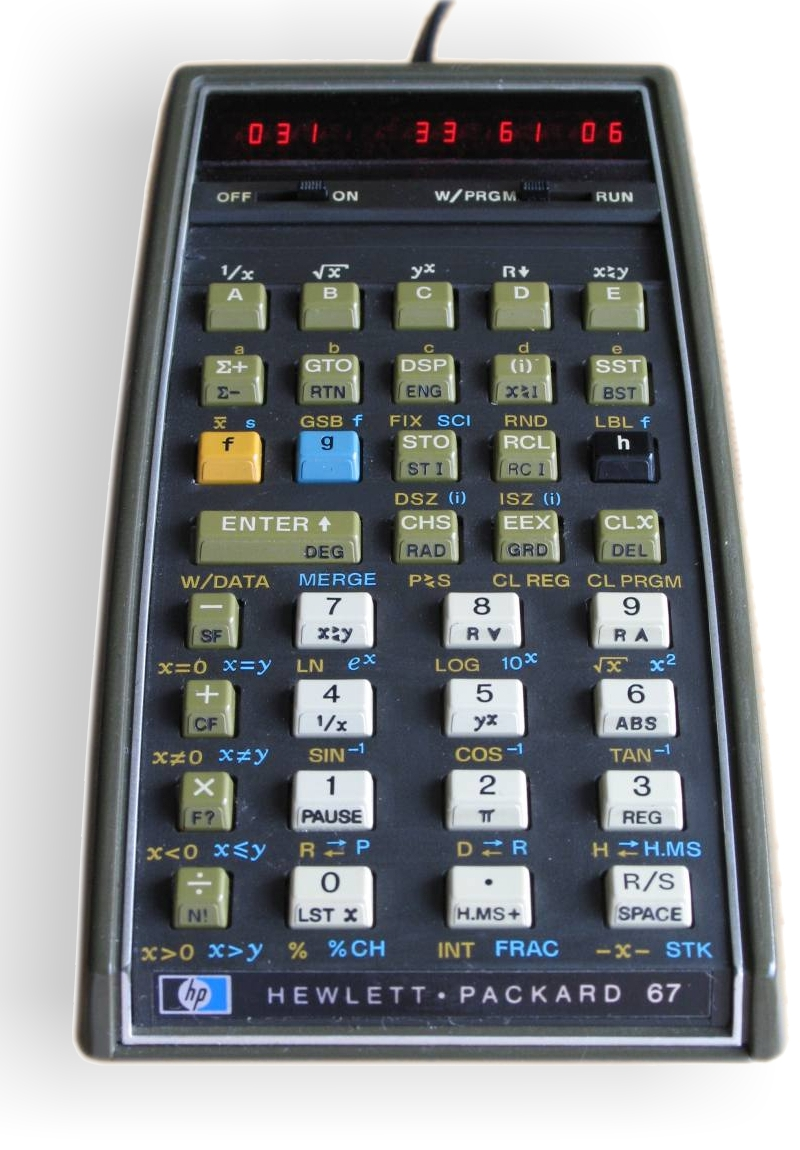
HP-67 en modo de programación que muestra el código de clave para STO + 6 .
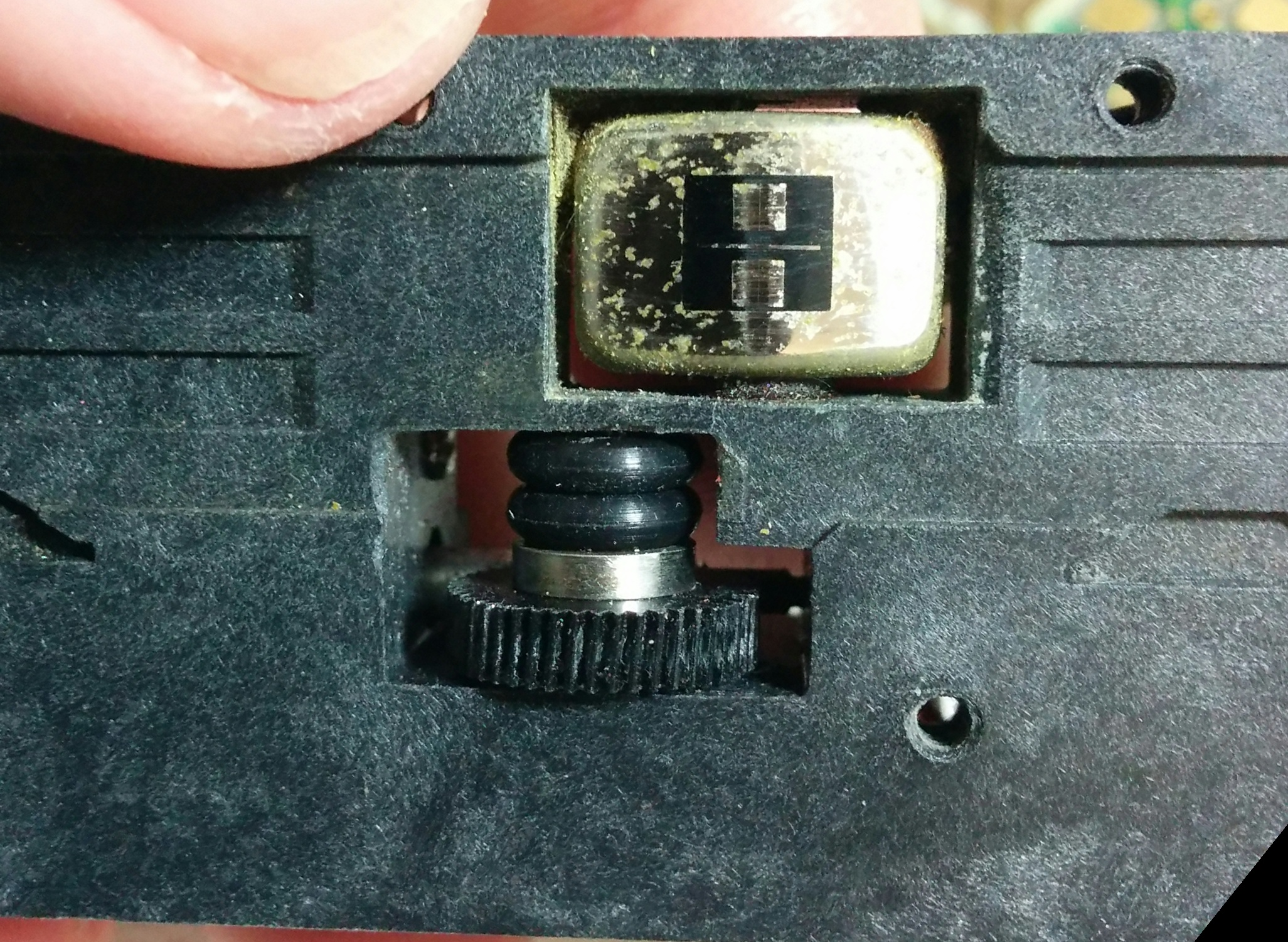
El cabezal de lectura magnético (superior) del HP-67 y una parte del mecanismo de transporte (rodillos de goma y rueda dentada) del lector integrado para tarjetas magnéticas
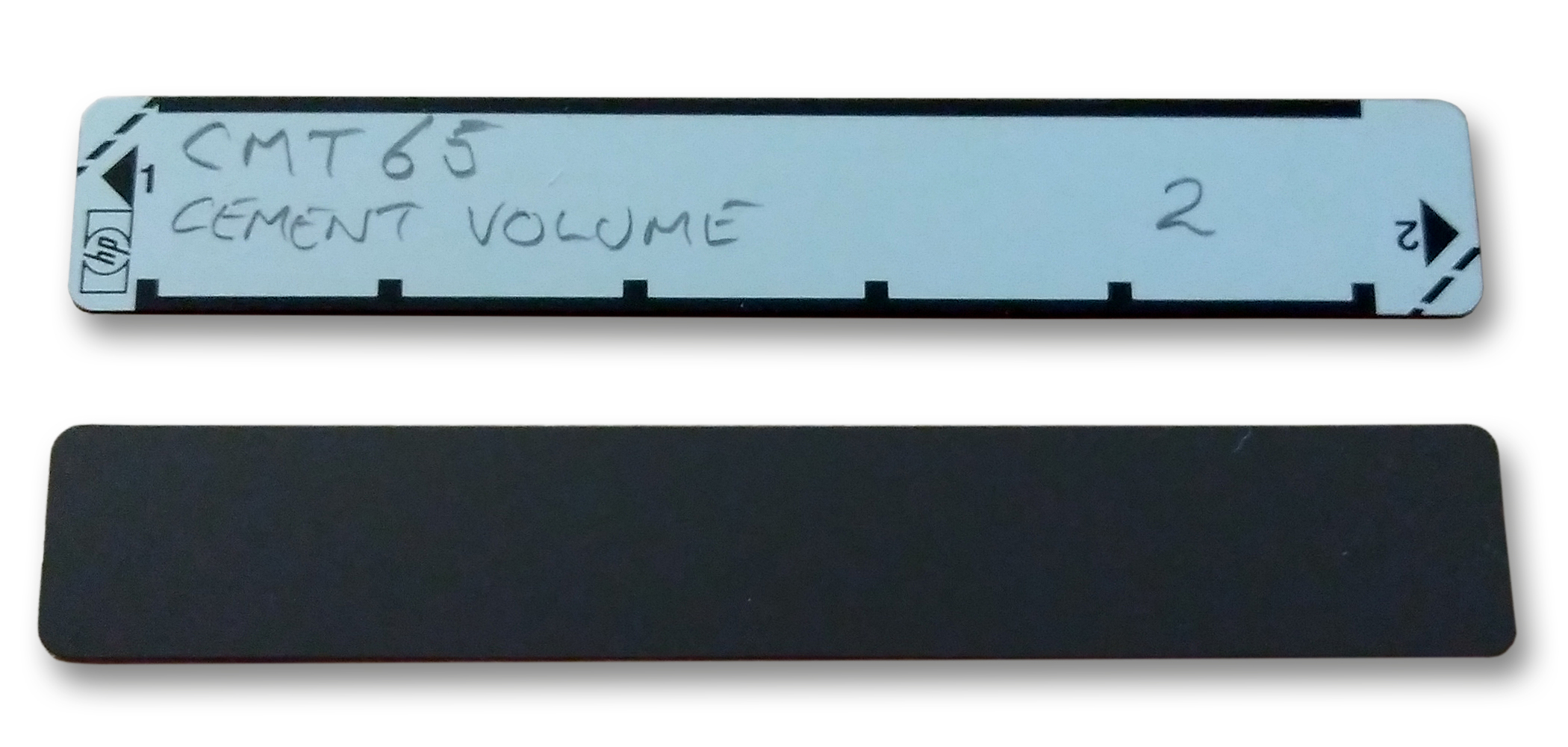
Tarjeta magnética HP.
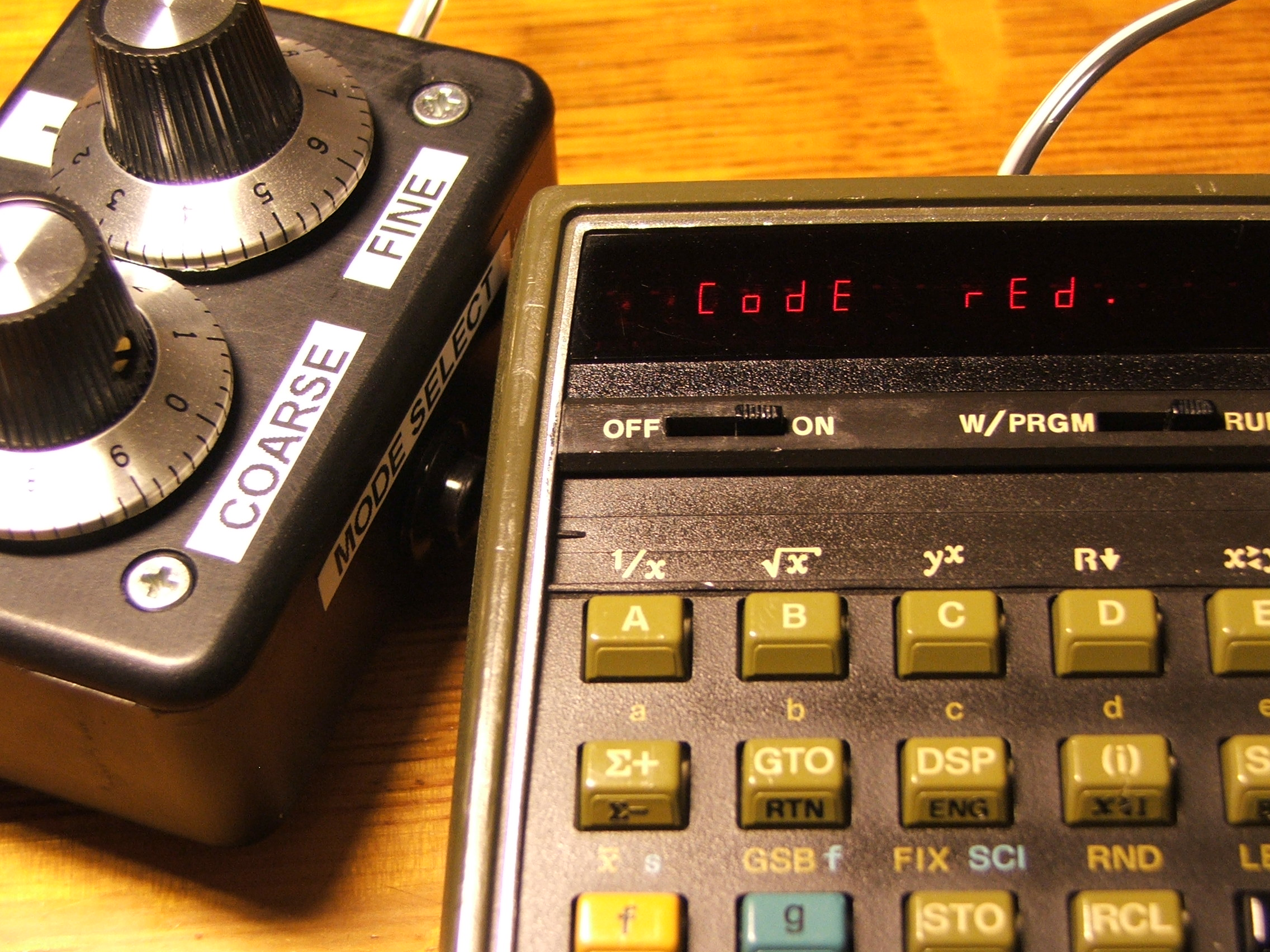
HP-67 con Blackbox en acción
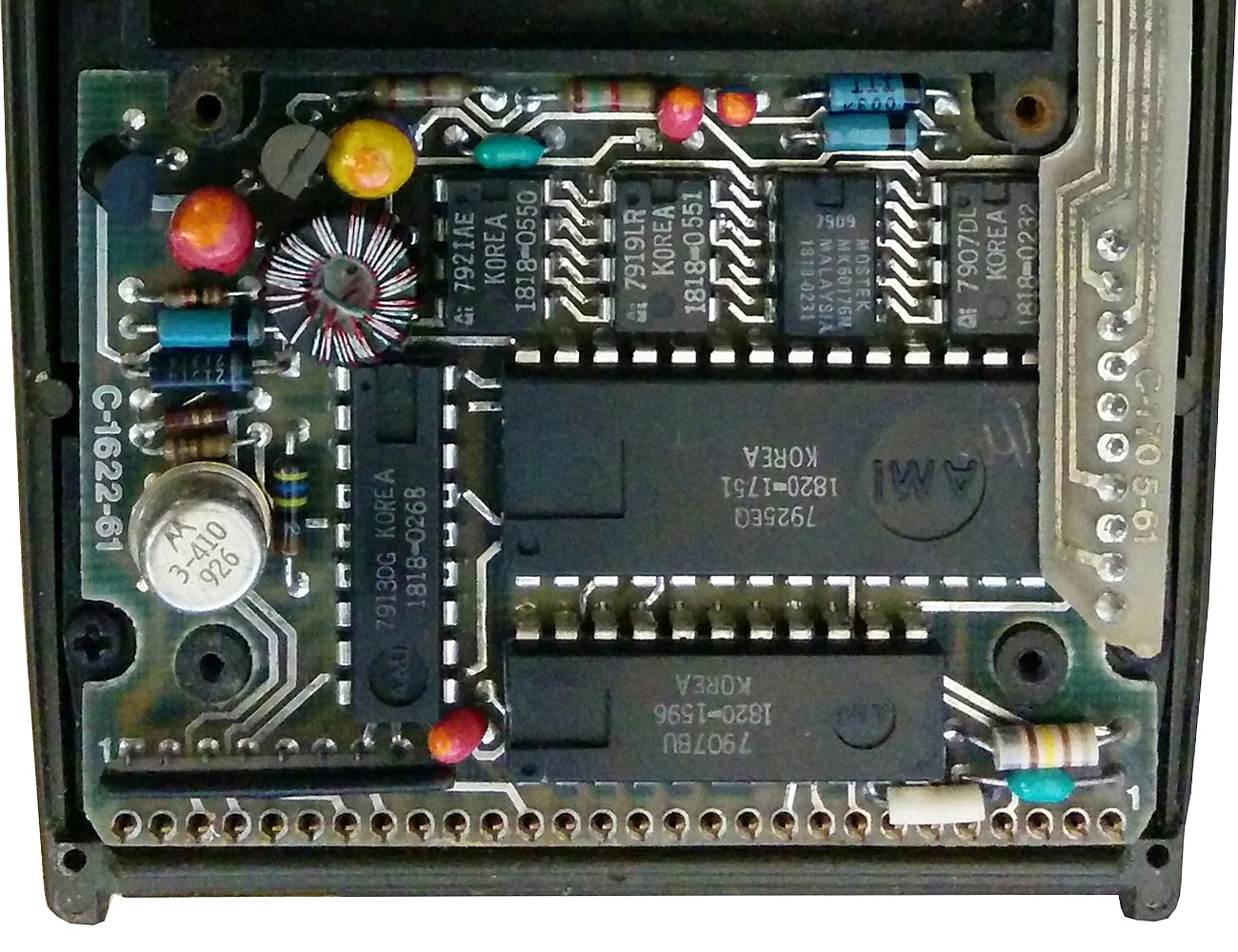
Placa base del HP-67

## HP-97S
En 1977, HP introdujo una versión ampliada del modelo de escritorio con el nombre HP-97S que contaba con un puerto de E/S paralelo adicional (40 líneas para 10 dígitos BCD de 4 bits, más 5 líneas de control) para recoger datos de hardware externo, a un precio de 1.375 dólares.